# Górna Buśnia
Górna Buśnia – część wsi Buśnia w Polsce, położona w województwie kujawsko-pomorskim, w powiecie świeckim, w gminie Warlubie. Osada wchodzi w skład sołectwa Buśnia.
W latach 1975–1998 Górna Buśnia administracyjnie należała do województwa bydgoskiego.